# David Bourliouk
David Davidovitch Bourliouk (en russe et en ukrainien : Давид  Давидович Бурлюк), né dans le gouvernement de Kharkov le 9 juillet 1882 (21 juillet dans le calendrier grégorien) et mort à New York le 15 janvier 1967, est un artiste ukrainien membre de l'Avant-garde russe et ukrainienne (futuriste, néo-primitiviste), illustrateur, et écrivain.

## Biographie
David Bourliouk est né à Semyrotivka près du village de Riabouchky (actuellement dans le district de Lebedyn, oblast de Soumy en Ukraine). De 1898 à 1904, il prit des cours dans les écoles d'art de Kazan et d'Odessa, et à l'Académie Royale de Munich.
En 1904 il fréquente l'Atelier Cormon à Paris et en 1907 il effectue un séjour à Moscou et entre en contact avec l'Avant-Garde. En 1908 il organise la première exposition d'avant-gardistes le chaînon et publie son premier manifeste. Il est co-auteur du manifeste futuriste russe Une gifle au goût du public, dédié à la sortie du livre de ce titre. Celui-ci a été publié par l'éditeur Georgy Leonidovitch Kouzmine, qui, avec son frère Léonid Kouzmine, était proche du cercle des futuristes,.
Peintre néoprimitiviste futuriste, il étudie à l’Institut de peinture de sculpture et d’architecture de Moscou dont il est renvoyé en 1913. 
De 1913 à 1915 ll organise de nombreuses expositions et des conférences autour de l'Avant-garde et en 1917, il participe avec Malévitch et Tatline à la première Soirée Républicaine des Arts. 
Figure majeure de l’avant-garde russe jusqu’en 1915 où il émigre en Oural et passe via la Sibérie, le Japon et le Canada vers les États-Unis où il termine sa vie comme peintre et comme critique d’art. Il meurt à Long Island en 1967. 
Son ami Livchits a tracé, dans ses mémoires L'archer à un œil et demi (1933), un portrait savoureux de Bourliouk et de sa famille.
David avait deux frères :
- Vladimir (1886 - 1917), peintre cubiste.
- Nicolas (1890 - 1920), poète.

## Galerie

### Portraits

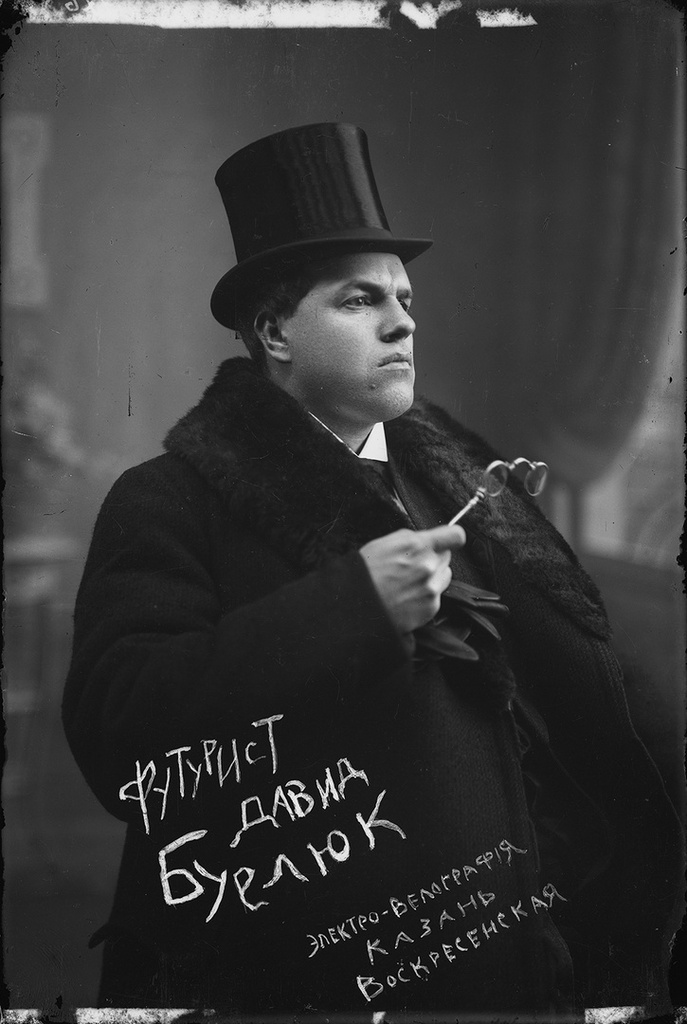
Bourliouk dans les années 1910
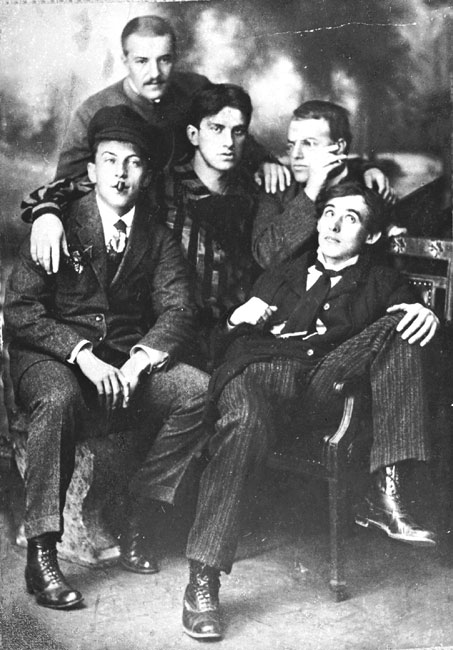
Bourliouk (2e à partir de la droite)

### Œuvres

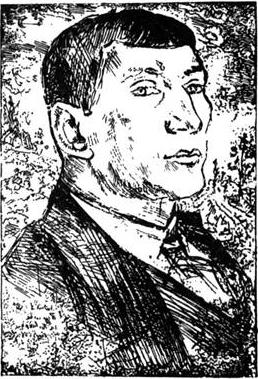
David Bourliouk, Benedict Livshits (1911)
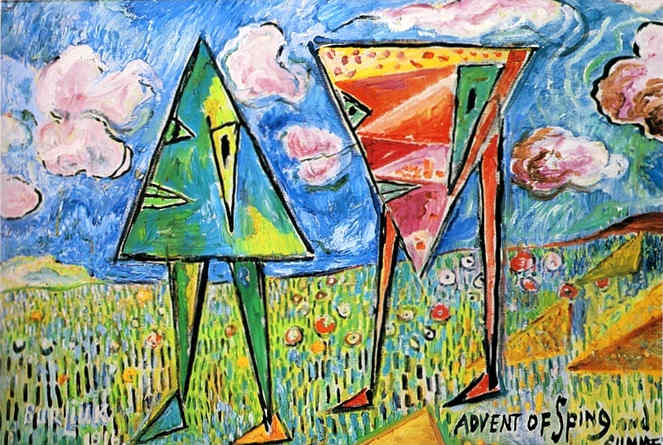
David Bourliouk, Printemps (1914)
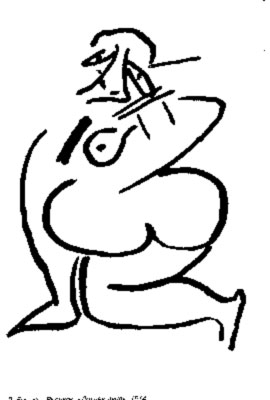
David Bourliouk, Dokhlaya Luna (1914)
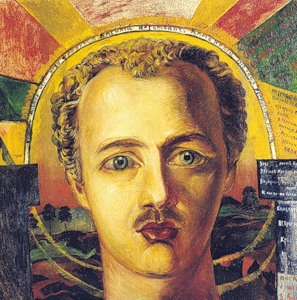
David Bourliouk, Portrait de Vassili Kamenski (1917)